# Supercoppa francese 2022 (pallavolo femminile)
La Supercoppa francese 2022, 6ª edizione della Supercoppa nazionale di pallavolo femminile, si è svolta il 18 ottobre 2022: al torneo hanno partecipato due squadre di club francesi e la vittoria finale è andata per la terza volta consecutiva al Mulhouse.

## Regolamento
La formula ha previsto una gara unica.

## Squadre partecipanti
| Squadra          | Qualificazione                                      |
| ---------------- | --------------------------------------------------- |
| Mulhouse         | Finalista Ligue A 2020-21                           |
| Volero Le Cannet | Vincitrice Ligue A 2021-22/Coppa di Francia 2021-22 |

## Torneo
| 18 ottobre 2022 Palais des Sports, Mulhouse Durata: 2h:26 - Spettatori: 2 500 | Mulhouse | 3 - 1 | Volero Le Cannet | 25-21, 26-28, 25-22, 25-23 |